# Sonata per pianoforte (Berg)
La Sonata per pianoforte op. 1 di Alban Berg è l'unico lavoro scritto dall'autore per questo strumento. Composta tra il 1907 e il 1908, non fu tuttavia pubblicata prima del 1911.
Questa sonata consiste di un unico movimento centrato sulla tonalità di si minore, ma Berg fa un uso frequente di cromatismi e scale esatonali, facendo variare molto i centri tonali, dando così alla tonalità stessa una base molto incerta e instabile. 

Il pezzo è nella caratteristica forma sonata con Esposizione, Sviluppo e Ripresa, ma la composizione rivela anche pesantemente l'utilizzo dell'idea di Arnold Schönberg sulla variazione in evoluzione, un metodo che garantisce l'unità di un brano musicale facendo derivare tutti gli aspetti della composizione da una singola idea.